# Buchlicze (przystanek kolejowy)
Buchlicze (biał. Бухлічы, ros. Бухличи) – przystanek kolejowy w miejscowości Buchlicze, w rejonie stolińskim, w obwodzie brzeskim, na Białorusi. Leży na linii Równe – Baranowicze – Wilno.
Przed II wojną światową istniała w tym miejscu stacja kolejowa.